# Aaron Nola
Aaron Michael Nola (né le 4 juin 1993 à Bâton-Rouge, Louisiane, États-Unis) est un lanceur droitier des Phillies de Philadelphie de la Ligue majeure de baseball.

## Carrière
Étudiant et joueur de baseball à l'école secondaire, Aaron Nola est repêché par les Blue Jays de Toronto au 22e tour de sélection en 2011. Il ignore l'offre pour plutôt rejoindre les Tigers de l'université d'État de Louisiane et signe son premier contrat professionnel avec les Phillies de Philadelphie de la Ligue majeure de baseball, qui en font leur choix de premier tour et le 7e athlète réclamé lors du repêchage amateur de 2014.
En 2015, Nola est classé 39e au top 100 annuel des meilleurs joueurs d'avenir dressé par Baseball America. 
Il fait ses débuts dans le baseball majeur comme lanceur partant des Phillies de Philadelphie le 21 juillet 2015 mais encaisse une défaite dans un revers de 1-0 face aux Rays de Tampa Bay, malgré une performance de 6 retraits sur des prises et un seul point accordé en 6 manches.
Nola réussit son premier tour de piste dans les majeures : l'espoir des Phillies amorce 13 matchs en 2015, remporte 6 victoires contre deux défaites, et maintient une moyenne de points mérités de 3,59 en 77 manches et deux tiers lancées.
Lors de la saison 2018, il maintient une fiche de 17 victoires contre 6 défaites, une moyenne de points mérités de 2,37 et 224 retraits sur des prises. Il est sélectionné pour participer au Match des étoiles de la Ligue majeure de baseball et arrive troisième au vote pour le Trophée Cy Young ainsi que treizième pour la récompense du joueur le plus utile à son équipe dans la Ligue nationale.
En 2022, il améliore sa marque personnelle avec un total de 235 retraits sur des prises lors de la saison. Il lance également pour la première fois durant les séries éliminatoires, alors que les Phillies atteignent la série mondiale.  

## Style de lancers
En début de carrière, Nola est pressenti comme le prochain lanceur dominant de l'équipe à l'instar de Cole Hamels, Roy Halladay et Roy Oswalt. 
Il utilise principalement quatre types de lancers : la balle rapide, la balle courbe, le changement de vitesse et la balle tombante. Sa balle rapide a été enregistrée à 150,2 km/h, mais c'est sa versatilité qui explique son succès. 